# ももいろガーディアン
『ももいろガーディアン』（MOMOIRO GUARDIAN）は、アリスソフトが2009年9月18日に発売したアダルトアドベンチャーゲーム。略称は「ももんがー」。

## ストーリー
誕生日目前にして突然魔王となることを宣告された主人公瀬野拓真。いきなり勇者と称する美少女と魔王の眷属と称する美少女におしかけられ、日常は非日常へと変貌していった。

## 登場人物

### メインキャラクター
瀬野拓 真（せの たくま）
主人公。ある日突然「誕生日に魔王になる」と母親に宣言され否応なく巻き込まれることになる。修行から武術を心得ており、教団や邪教の雑魚相手なら張り合える程度の能力はあるが、楓や玲奈との実力の差は段違い。
霧崎 楓（きりさき かえで）
声 - 水瀬沙季
魔王の従者として使わされた「魔剣アンサラー」を操る魔剣の一族の少女。使命には忠実であるものの、食いしん坊でいつもお腹を空かせている。自分の能力を扱いきれておらず、能力を抑える効果のある眼帯を着けている。家ではYシャツ1枚で過ごす。本人曰く、出身は埼玉県。
玲奈・フロウレイン（れな・フロウレイン）
声 - 桜川未央
勇者の血統・フロウレイン家の「聖剣ミカエル」を操る少女。魔王を倒すために現れたが、拓真に説得され監視の名目で学校生活を共にすることになる。家は没落しており貧乏だが、勇者としてのプライドはあり真面目で嘘は言わない。本来味方であるはずの教会とは反目している。また聖剣ミカエルには使う程に狂戦士になる呪いがかけられており、邪教の呪いが付加されたために変化し淫らになる呪いに苦しめられる。一人暮らしをしていたが、邪教の呪いを受けた後、拓真の提案で瀬野家で同居することになる。
城宮 雫（しろみや しずく）
声 - サトウユキ
学園執行部長も勤めている拓真より年上の憧れの先輩。サキュバスであり、呪い関係に精通している。幼い頃一度拓真と会っている。
紗緒（しゃお）
声 - 金松由花
拓真の中の魔王の因子から作られた少女。紗緒の名前はお兄ちゃんと呼ぶ拓真が名付けたもので、出会わなかった場合は「魔王の因子」と呼ばれる。性格は無邪気。

### サブキャラクター
榊 碧奈（さかき へきな）
声 - 松永雪希
拓真のクラスメイト。元気な性格。金儲けが大好きで、学園内では「金色（かねいろ）の魔術師」との異名で呼ばれる。
鳳 あげは（おおとり あげは）
声 - ヒマリ
拓真のクラスメイト。おとなしい性格で樹喜に好意を寄せている。実家は和食料亭を営む。
遠野 樹喜（とおの たつき）
声 - 古河徹人
拓真の親友。あげはに好意を寄せているものの中々想いを伝えられない。実家は有名なイタリアン料理店。樹喜の父とあげはの父は商売敵であるため、犬猿の仲らしい。
瀬野 凪（せの なぎ）
声 - 小日向なつ
拓真の母親。拓真よりもかなり強く、放浪癖があり放任主義。ゲーム冒頭で、夫の仕事（遺跡の発掘調査）を手伝うために息子を置いて家を出てしまう。

## スタッフ
- 監督・プロット - HIRO
- シナリオ - HIRO、もみあげルパンR
- 原画 - うろたん
- 企画・設定原案 - 弓弦
- CG統括 - K
- CG - えびちり、成田屋
- システムCG・SDキャラ - 好緒
- 背景チーフ - なかじー
- 背景 - 古介、GENSHI
- 背景協力 - 東地★和生
- ビジュアル背景協力 - トム暴念（Bamboo）
- 音楽・効果音・音声管理 - DJ C++
- プログラム - DJ C++
- フレームワーク開発 - 妹尾雄大、かずし
- ロゴデザイン・印刷物製作 - ひさと
- 進行管理・スクリプト - ワタナベ
- ムービー・広報 - 桜秀蘭
- デバッグ - む～みん
- 営業・宣伝・業務 - ヨシタカ、オカムラ、MACKY
- 製造・販売責任者 - しらきんぐ
- 製造・販売責任者・プロデューサー - TADA

## 主題歌
「ときめき☆ガーディアン」
作詞 - HIRO / 作曲・編曲 - Shade / ボーカル - 片霧烈火